# 臺灣戰後時期發明與發現列表
本文列出出生於中華民國（臺灣）者，或持有中華民國自由地區戶籍國民，於戰後時期的發明與發現。此表亦列台灣裔或有雙重國籍的移民。

## 發明

### 科學與科技
- 免削鉛筆：台灣屏東的漁夫洪蠣發明。1960年，洪蠣將免削鉛筆的發明專利以800萬新台幣賣給莊金池。
- 交叉分子束方法：是化學家李遠哲開發出來的[1]，1986年，李與达德利·赫施巴赫、约翰·查尔斯·波拉尼因此同獲了諾貝爾化學獎[2]。
- 筆電內建投影機：是由台灣廠商華碩於2008年發明的，並於同年的台北電腦展發表[3]，其競爭對手惠普與富士通也因此在2010及2011年發表了類似產品[4][5]。
- 乐观并发控制方法：是由孔祥重與John T. Robinson於1981年提出的[6]。
- 小綠人：是一種交通號誌系統，1998年在台北市啟用。[7]
- N95口罩過濾層加靜電的技術：是目前防疫口罩中較高級別的醫療用口罩，其發明者為台灣工程師蔡秉燚。[8]

### 生活與社會
- 藍白拖：發明於1950年代，台灣文化代表之一，傳為當時國民政府接受美援顧問，令當時生產國軍戰靴的工廠研發，並製造輕便拖鞋讓人民穿著保護腳板。[9]

### 食品與知名台灣料理
- 珍珠奶茶：是指一種將粉圓加入泡沫紅茶中的飲料，1980年代時由台灣的一位街頭小販發明[10]，商家會將飲料倒入半透明的塑膠杯中，並附上一根寬的吸管以供吸取粉圓[11]。如今，此飲料流行在世界各地。
- 蒙古烤肉：蒙古烤肉是一種類似鐵板燒的台灣燒烤菜餚，由中國北京資深相聲演員吳兆南發明。通常是由多種肉類與蔬菜等置於大型平鐵板上拌炒而成，取餐形式則類似自助餐，顧客取料後由廚師料理。
- 左宗棠雞: 由中國湖南人彭長貴在1952年於臺灣所創並傳往世界各地，於北美極受歡迎，常見於美國與加拿大中餐館。[12]
- 速食麵: 是由一位台灣裔日本人安藤百福發明的。安藤創造了將麵條油炸乾燥，之後再用開水煮食的方法。他創立了日清食品公司，於1971年開始銷售世界上首款泡沫塑料杯裝的杯麵品牌－合味道 [13] 。

### 娛樂與遊戲
- 連六棋：是一種類似五子棋的遊戲，由吳毅成發明，吳是國立交通大學的教授。連六棋的規則為除了第一次黑方下一顆子外，之後黑白雙方輪流每次各下兩子，先連成六子者獲勝[14]。
- 貓咪咖啡館：世界上首家貓咪咖啡館是1998年在台灣台北開張的「貓花園」[15]。这一新颖的主题吸引了不少喜欢猫的顾客，並從台灣傳出，流行世界各地。[16][17]

### 運動
- 木球運動：是由翁明輝與楊光初在1990年發明的，亚洲奥林匹克理事会已在2008年亞洲沙灘運動會將此運動列為正式比賽項目之一[18]，國際木球總會的總部目前設於台北[19]。

### 語言與書寫系統
- 臺灣手語：是中華民國臺灣地區的聾人用以溝通的主要語言，臺灣日治時期受日本手語影響，有60%可識度，亦受香港手語影響。2018年12月25日，《國家語言發展法》正式立法，臺灣手語列入中華民國的國家語言。
- 臺灣點字：是以在臺灣使用的中華民國國語為基礎所制定的盲文。雖然是以國際統一盲文字母（英语：International uniformity of braille alphabets）為主要參考來發展的，然而主要的輔音字母已被重新再設定。

### 晶圓製造
由美國加州大學柏克萊分校胡正明、金劉（Tsu-Jae King-Liu）、波科（Jerey Bokor）等三位教授發明了*鰭式場效應電晶體（FinFET）

### 武器與軍事
- T65突擊步槍、T86戰鬥步槍、T91戰鬥步槍、XT-97突擊步槍、XT98自動步槍、XT-112戰鬥步槍
- T93狙擊步槍
- 巡弋飛彈：雄風二E巡弋飛彈、萬劍飛彈、雲峰飛彈
- 短程彈道飛彈：青鋒飛彈、天馬飛彈
- 防空飛彈：天弓一型防空飛彈、天弓二型防空飛彈、天弓三型防空飛彈、捷羚防空飛彈系統、海劍羚飛彈、海劍二飛彈
- 空對空飛彈：天劍一型飛彈、天劍二型飛彈
- 反艦飛彈：雄風一型反艦飛彈、雄風二型反艦飛彈、雄風三型反艦飛彈
- 反裝甲飛彈：昆吾飛彈
- 戰鬥機/教練機：F-CK-1經國號戰鬥機、AT-3自強號高級教練/輕攻擊機、T-5教練機
- 無人飛行載具：紅雀無人機、銳鳶無人機、中翔無人機
- 巡邏艦/飛彈快艇：沱江級巡邏艦、光華六號飛彈快艇、海鷗級飛彈快艇
- 裝甲車輛：雲豹裝甲車
- 多管火箭：工蜂四型多管火箭、工蜂六型多管火箭、工蜂七型多管火箭、雷霆2000多管火箭系統
- 單兵裝備：紅隼反裝甲火箭
- 雷達：CS/MPQ-78雷達
- 無人遙控裝備：近程自動化防禦武器系統
- 海上測試載台：光榮之星海上測試載台